# Plesiocolochirus armatus
Plesiocolochirus armatus is een zeekomkommer uit de familie Cucumariidae.
De wetenschappelijke naam van de soort werd in 1881 gepubliceerd door Emil von Marenzeller.